# مراثی سعدی
مراثی سعدی به بخشی از اشعار سعدی گفته می‌شود که در آنها شاعر به مرثیه‌سرایی برای افراد یا رویدادها می‌پردازد.

## عنوان مرثیه‌ها
- ذکر وفات امیرفخرالدین ابی‌بکر طاب ثراه
- در مرثیهٔ عز الدین احمد بن یوسف
- در مرثیهٔ اتابک ابوبکر بن سعد زنگی
- در مرثیهٔ سعد بن ابوبکر
- در مرثیهٔ ابوبکر سعد بن زنگی
- در زوال خلافت بنی‌عباس (مرثیهٔ مستعصم عباسی)
- ترجیع بند در مرثیهٔ سعد بن ابوبکر